# سابينا بيرمان
سابينا بيرمان (بالإسبانية: Sabina Berman)‏ هي كاتبة سيناريو وصحفية وكاتبة مسرحية وعالمة نفس وكاتِبة ومخرجة مكسيكية، ولدت في 21 أغسطس 1955 في مدينة مكسيكو في المكسيك.

## وصلات خارجية
- الموقع الرسمي
- سابينا بيرمان على موقع IMDb (الإنجليزية)
- سابينا بيرمان على موقع ألو سيني (الفرنسية)
- سابينا بيرمان على موقع أول موفي (الإنجليزية)
- سابينا بيرمان على موقع قاعدة بيانات الفيلم (الإنجليزية)
- سابينا بيرمان على موقع كينوبويسك (الروسية)